# Galina Boïko
Galina Aleksandrovna Boïko (en russe : Галина Александровна Бойко) est une ancienne joueuse de volley-ball russe née le 29 mai 1985. Elle mesure 1,77 m et jouait au poste de libero. 

## Clubs
| Club                  | De        | À         |
| --------------------- | --------- | --------- |
| Anapa                 | 2001-2002 | 2006-2007 |
| Sparta Nijni Novgorod | 2010-2011 | 2010-2011 |
| VK Voronej            | 2011-2012 | 2012-2013 |
| Indesit Lipetsk       | sept 2013 | oct 2013  |
| Politekh Koursk       | 2013-2014 | 2014-2015 |